# Jakub Venglář
Jakub Venglář (* 1987) je český cestovatel, vypravěč a blogger. Vystudoval žurnalistiku na Fakultě sociálních studií Masarykovy Univerzity a po studiích se několik let živil jako filmař na volné noze.
V oblibě má zejména země východní Evropy, Asie a obecně méně turisticky známé lokality. V roce 2017 se vydal na půlroční cestu kolem Asie a po návratu se naplno vrhl na vystupování se svými cestovatelskými stand upy a psaní webu Za horami.cz. Ve svých článcích střídá praktické tipy pro dobrodruhy, humorné úvahy a cestopisy z méně známých lokalit.

## Publikace
- 2020 - Cestopisná kniha Místa, kam se nechodí.[5]

- 2024 - Praktická příručka Jak na přechody hor.[6]